# Карпушкин, Михаил Павлович
Михаил Павлович Карпушкин (31 октября [13 ноября] 1909, Романовка, Нижегородская губерния, Российская империя — 26 июля 1994, Новосергиевка, Оренбургская область) — тракторист совхоза «Уран» Новосергиевского района Оренбургской области. Герой Социалистического Труда (1966).

## Биография
Родился в 1909 году в крестьянской семье в селе Романовка (сегодня — Починковский район Нижегородской области).
В 1920 году вместе с родителями переехал в Оренбургскую область. Получил начальное образование. Трудился разнорабочим, затем — в совхозе имени Электрозавода. После окончания курсов механизации работал трактористом в совхозе «Уран» Новосергиевского района. Во время Великой Отечественной войны трудился в совхозе.
Возглавлял семейное звено. Основатель рабочей династии. Вместе с ним на уборке зерновых трудились его супруга Прасковья Ивановна Карпушкина (проработала с супругом помощницей комбайнёра около 40 лет) и его сыновья. Досрочно выполнил личные социалистические обязательства и производственные задания Семилетки (1959—1966). Указом Президиума Верховного Совета СССР от 23 июня 1966 года «за особые отличия в увеличении производства и заготовок зерновых и высокопроизводительное использование техники» удостоен звания Героя Социалистического Труда с вручением ордена Ленина и золотой медали «Серп и Молот».
Участвовал во Всесоюзной выставке ВДНХ.
Проработал механизатором около 40 лет. Воспитал несколько десятков молодых механизаторов.
Скончался в 1994 году. Похоронен в посёлке Новосергиевка Оренбургской области.

## Награды
- Герой Социалистического Труда
- Орден Ленина
- Орден Трудового Красного Знамени
- Орден Трудовой Славы III степени
- Медаль «За освоение целинных земель»
- Золотая и серебряная медаль ВДНХ
- Заслуженный механизатор РСФСР